# Tonnoira sicilis
Tonnoira sicilis är en tvåvingeart som beskrevs av Quate och Brown 2004. Tonnoira sicilis ingår i släktet Tonnoira och familjen fjärilsmyggor.
Artens utbredningsområde är Franska Guyana. Inga underarter finns listade i Catalogue of Life.